# Degüello
Degüello är den sjätte skivan med det amerikanska bluesrock-bandet ZZ Top och släpptes 1979.

## Låtlista
| Nr  | Titel                     | Längd | Notering                  |
| --- | ------------------------- | ----- | ------------------------- |
| 1.  | I Thank You               | 3:23  | Isaac Hayes, David Porter |
| 2.  | She Loves My Automobile   | 2:22  |                           |
| 3.  | I'm Bad, I'm Nationwide   | 4:45  |                           |
| 4.  | A Fool for Your Stockings | 4:15  |                           |
| 5.  | Manic Mechanic            | 2:36  |                           |
| 6.  | Dust My Broom             | 3:06  | Elmore James              |
| 7.  | Lowdown in the Street     | 2:49  |                           |
| 8.  | Hi Fi Mama                | 2:22  |                           |
| 9.  | Cheap Sunglasses          | 4:46  |                           |
| 10. | Esther Be the One         | 3:30  |                           |

## Medverkande
- Frank Beard - Trummor
- Billy Gibbons - Gitarr, sång
- Dusty Hill - Basgitarr, sång

## Produktion
- Producent: Bill Ham